# Mayara Graciano
Mayara Amália Graciano (ur. 3 grudnia 1988) – brazylijska zapaśniczka. Zdobyła brązowy medal mistrzostw panamerykańskich w 2012 i czwarte miejsce w 2015. Złota medalistka mistrzostw Ameryki Południowej w 2011, 2015 i 2017 roku.